# Circonstant
En grammaire, un circonstant désigne un constituant syntaxique d'une proposition indépendant de la valence du verbe qui en constitue le noyau. Le terme s'oppose à celui d'actant et a été comme lui introduit par Lucien Tesnière.
La grammaire générative utilise plutôt le terme d'adjoint, qu'elle oppose d'une manière semblable à celui d'argument. L'argument est un constituant qui doit être combiné à un prédicat pour satisfaire aux exigences sémantiques de celui-ci. L'adjoint est alors décrit comme étant simplement un non-argument.

## Caractéristiques syntaxiques
- Les circonstants peuvent être librement ajoutés ou supprimés sans modifier la structure syntaxique.
  - They attended classes [at the university every day/every day at the university].[3]
- Contrairement à celui des actants, leur nombre maximal n'est pas défini. Ils peuvent se cumuler dans les limites de leur compatibilité sémantique.
- Dans les langues comme le français où l'ordre des constituants est relativement contraint car exploité pour l'expression des fonctions syntaxiques, la place des circonstants est typiquement plus libre que celle des actants.
- Dans les formalismes grammaticaux qui opèrent sur des syntagmes (grammaire de constituants), le circonstant se rattache directement au niveau de la proposition, tandis que l'actant fait partie du groupe verbal[4].
- L'information conservé par les adjoints reste au niveau de la tête;
- La catégorie de l'information reste intacte avec l'ajout des adjoints;
- La tête est ainsi préservée;
- La structure de l'adjoint hérite l'information au niveau de la tête de la cible[5].

## Caractéristiques sémantiques
- Les circonstants ne sont pas directement impliqués dans le procès (action ou situation) exprimé par le verbe : ils expriment les circonstances dans lequel ils se déroulent[6].

## Circonstant et complément circonstanciel
Ainsi défini, le circonstant est comparable au complément circonstanciel de la grammaire traditionnelle. Il existe toutefois une différence notable d'extension. De nombreuses grammaires, par exemple le Bescherelle considèrent indifféremment comme complément circonstanciel le syntagme sous la tente dans les deux phrases suivantes :
- Paul mange des noix sous la tente.
- Paul habite sous la tente.

La structure syntaxique de ces deux phrases est pourtant sensiblement différente. Dans la première, le syntagme sous la tente est déplaçable et supprimable ; dans la seconde, il est indispensable dans le second cas pour avoir une phrase bien formée (*Paul habite n'est pas possible) et est plus difficile à déplacer (?Sous la tente, Paul habite et ?Paul sous la tente habite sont difficilement acceptables en discours normal). Dans le premier cas, c'est un circonstant, mais dans le second il s'agit d'un actant particulier appelé « adjet » ou « adstant ».
Certaines grammaires qui restent dans un cadre relativement traditionnel font cependant la différence :
- Maurice Grevisse et André Goosse dans Le Bon Usage préfèrent parler de complément adverbial qu'il subdivisent en complément adverbial non essentiel, avec pour synonyme complément circonstanciel au cas où il est supprimable (donc effectivement un circonstant), et en complément adverbial essentiel dans la situation où il est requis (et donc un actant). L'appellation générique de complément essentiel couvre tous les actants qui sont des compléments, ce qui inclut aussi les différentes sortes de complément d'objet[9].
- Martin Riegel, Jean-Christophe Pellat et René Rioul dans leur Grammaire méthodique du français font la même restriction quant à l'appellation de complément circonstanciel, et traitent le complément non supprimable comme un complément d'objet indirect[10].